# Dentalium mediopacificensis
Dentalium mediopacificensis is een Scaphopodasoort uit de familie van de Dentaliidae. De wetenschappelijke naam van de soort is voor het eerst geldig gepubliceerd in 1973 door Rehder & Ladd.